# Pieni Mustasaari (ö i Södra Savolax, S:t Michel, lat 61,54, long 27,33)
Pieni Mustasaari är en ö i Finland. Den ligger i sjön Saimen och i kommunen Sankt Michel i den ekonomiska regionen  S:t Michel och landskapet Södra Savolax, i den södra delen av landet, 200 km nordost om huvudstaden Helsingfors. Öns area är 5,8 hektar och dess största längd är 480 meter i öst-västlig riktning.